# Pseudosciadium balansae
Espèce
Synonymes
- Delarbrea balansae (Baill.) Lowry & G.M.Plunkett (préféré par NCBI)[2]
- Delarbrea balansae (Baill.) Lowry & Plunkett (préféré par BioLib)[3]
- Pseudosciadium balansae Baill.[4] [3]
- Pseudosciadium balansae[2]

Statut de conservation UICN

 VU B1+2c : Vulnérable
Pseudosciadium balansae est une espèce de plantes à fleurs de la famille des Araliaceae.
Selon Plants of the World Online, c'est un synonyme de Delarbrea balansae de la famille des Myodocarpaceae.

## Publication originale
- Adansonia 12: 130. 1878.